# Трубайчук Анатолій Фотійович
Трубайчук Анатолій Фотійович (*22 листопада 1932, Васильків—† 1 липня 2008 Київ) — український історик.

## Життєпис
Народився в родині вчителів. Втративши на фронті батька, навчався в Київському інтернаті дітей війни.
У 1956 р. закінчив романо-германський факультет Київського державного університету імені Т. Г. Шевченка.
Працював редактором районної газети в місті Шпола, а згодом — «Українського історичного журналу» в Інституті історії України АН УРСР.
У 1971 р. Трубайчук захистив дисертацію на здобуття вченого ступеня кандидата історичних наук за спеціальністю «всесвітня історія». Перейшов на роботу до Київського державного педагогічного інституту імені О. М. Горького на кафедру всесвітньої історії.
1998 р. у зв'язку з тяжкою хворобою припинив викладацьку діяльність, але продовжував плідну працю як учений-дослідник, видавши за сприяння своїх вихованців монографії «Друга світова війна» та «Дипломатична історія Другої світової війни. Курс лекцій».
Автор монографій «Брудершафт двох диктаторів», «Містер з парасолькою: Невіл Чемберлен», «Франклін Рузвельт», «Шарль де Голль», «Беніто Муссоліні: портрет тоталітариста в історичному інтер'єрі», «Пакт про ненапад: чи була альтернатива Другій світовій війні», «1939 рік: до історії радянсько-німецької змови». Професор педагогічного університету ім. М.Драгоманова, засновник асоціації істориків «Істина».